# Morton (Washington)
Morton ist eine City im Lewis County im mittleren Südwesten des US-amerikanischen Bundesstaats Washington. Das U.S. Census Bureau hat bei der Volkszählung 2020 eine Einwohnerzahl von 1.036 ermittelt.

## Geografie
Morton liegt auf 46°33'28" nördlicher Breite und 122°16'47" westlicher Länge und erstreckt sich über 2,7 km², die ausschließlich aus Landfläche bestehen.
Der Ort liegt rund 20 Straßenkilometer nördlich des Riffe Lake, einem Stausee des Cowlitz River, der bei Longview (gegenüber von Portland, Oregon) in den Columbia River mündet.
Morton liegt südwestlich des Mount Rainier, dem mit 4392 m höchsten Gipfel der Kaskadenkette. In unmittelbarer Nähe von Morton liegen der Mount-Rainier-Nationalpark, der Snoqualmie National Forest und der Gifford Pinchot National Forest mit dem Mount St. Helens National Volcanic Monument.
Die nächstgelegenen Orte sind Glenoma (11,8 km südwestlich), Mossyrock (18,6 km westsüdwestlich), Carlson (18,1 km nordnordöstlich) und Cinebar (23,2 km westlich). Die nächsten Großstädte sind Seattle (144 km nördlich) und Portland, Oregon (174 km südsüdwestlich).
Durch Morton verläuft mit dem U.S. Highway 12 eine fast die gesamten USA in west-östlicher Richtung durchziehende Fernstraße. Im Zentrum von Morton trifft der Highway auf die State Routes 7 und 508.

## Geschichte

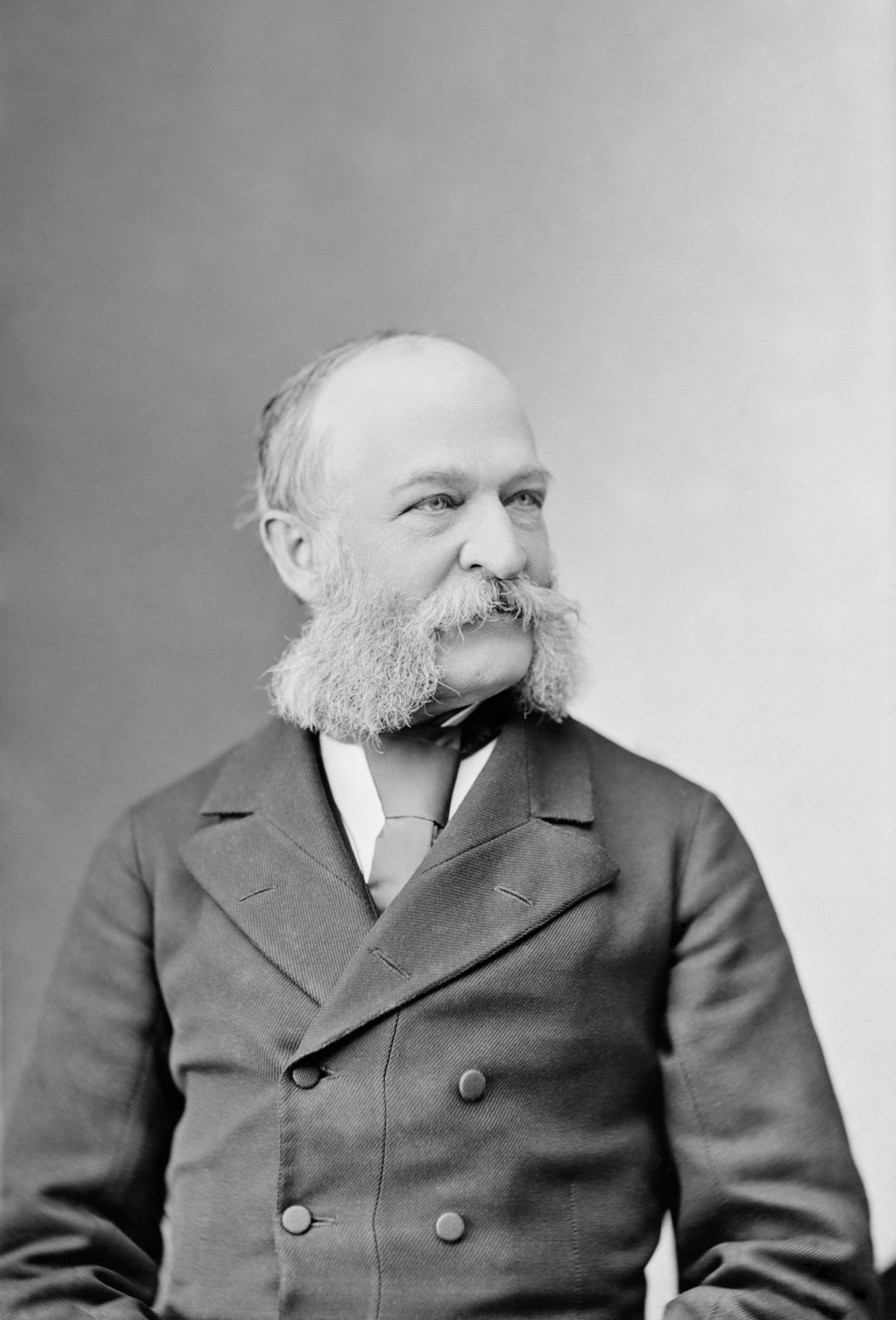
Levi Morton

1871 kam mit James Fletcher der erste Siedler in das Gebiet der heutigen Stadt. Benannt wurde der neu entstandene Ort im Jahr 1889 nach Levi P. Morton (1824–1920), dem 22. Vizepräsidenten der USA (1889–1893).

Am 7. Januar 1913 bekam Morton den offiziellen Status einer selbstverwalteten Gemeinde (Incorporation). Haupterwerbsquellen waren der Holzeinschlag in den umliegenden Wälder, die Ernte der Cascararinde und der bergmännische Abbau von Cinnabarit (Zinnober). In den 1950er Jahren wurde Morton als „tie mill capital of the world“ bezeichnet, da hier in großem Umfang Eisenbahnschwellen (railroad ties) gefertigt wurden.

## Demografische Daten
Bei der offiziellen Volkszählung im Jahre 2000 wurde eine Einwohnerzahl von 1.045 ermittelt. Diese verteilten sich auf 437 Haushalte in 273 Familien. Die Bevölkerungsdichte lag bei 388,0 Einwohnern pro Quadratkilometer. Es gab 487 Wohngebäude, was einer Bebauungsdichte von 180,8 Gebäuden je Quadratkilometer entsprach.
Die Bevölkerung bestand im Jahre 2000 aus 95,4 Prozent Weißen, 1,2 Prozent Indianern und 0,7 Prozent Asiaten und 0,4 Prozent anderen. 2,3 Prozent gaben an, von mindestens zwei dieser Gruppen abzustammen. 1,2 Prozent der Bevölkerung bestand aus Hispanics, die verschiedenen der genannten Gruppen angehörten.
24,7 Prozent waren unter 18 Jahren, 7,0 Prozent zwischen 18 und 24, 21,9 Prozent von 25 bis 44, 22,1 Prozent von 45 bis 64 und 24,3 Prozent 65 und älter. Das mittlere Alter lag bei 43 Jahren. Auf 100 Frauen kamen statistisch 90,0 Männer, bei den über 18-Jährigen 83,0.

Das mittlere Einkommen pro Haushalt betrug 31.063 US-Dollar (USD), das mittlere Familieneinkommen 37.054 USD. Das mittlere Einkommen der Männer lag bei 36.607 USD, das der Frauen bei 23.438 USD. Das Pro-Kopf-Einkommen belief sich auf 16.275 USD. Rund 6,9 Prozent der Familien und 14,0 Prozent der Gesamtbevölkerung lagen mit ihrem Einkommen unter der Armutsgrenze.